# 塞比特环形山
塞比特环形山（Thebit）是月球正面位于云海东侧的一座大撞击坑，约形成于38-32亿年前的晚雨海世，其名称取自阿拉伯拜星教天文学家、数学家暨医生萨比特·伊本·库拉（Thābit ibn Qurra，826年－901年），1935年被国际天文学联合会批准接受。

## 描述

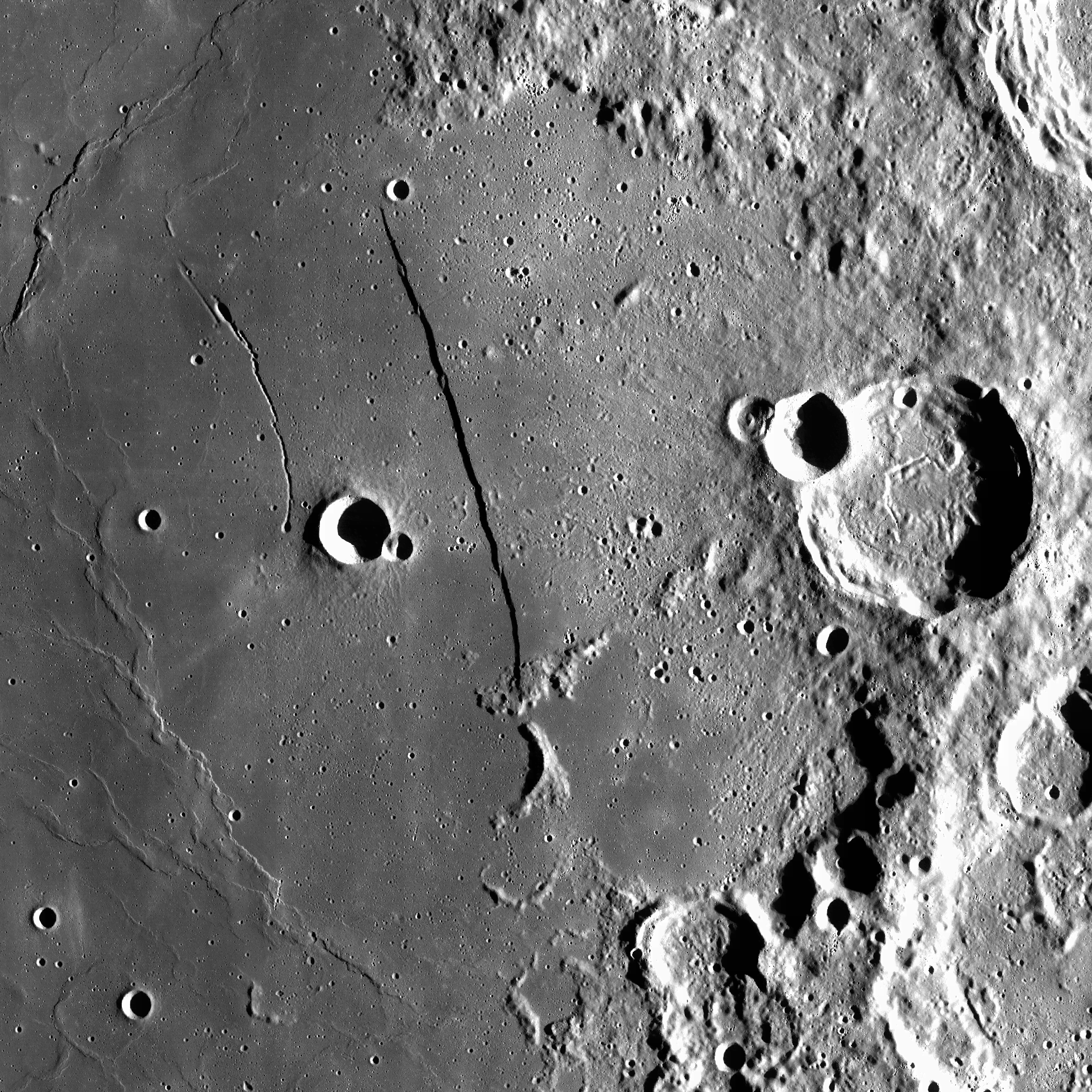
拉卡耶环形山的周边（它的左侧部分），月球勘测轨道飞行器拍摄。

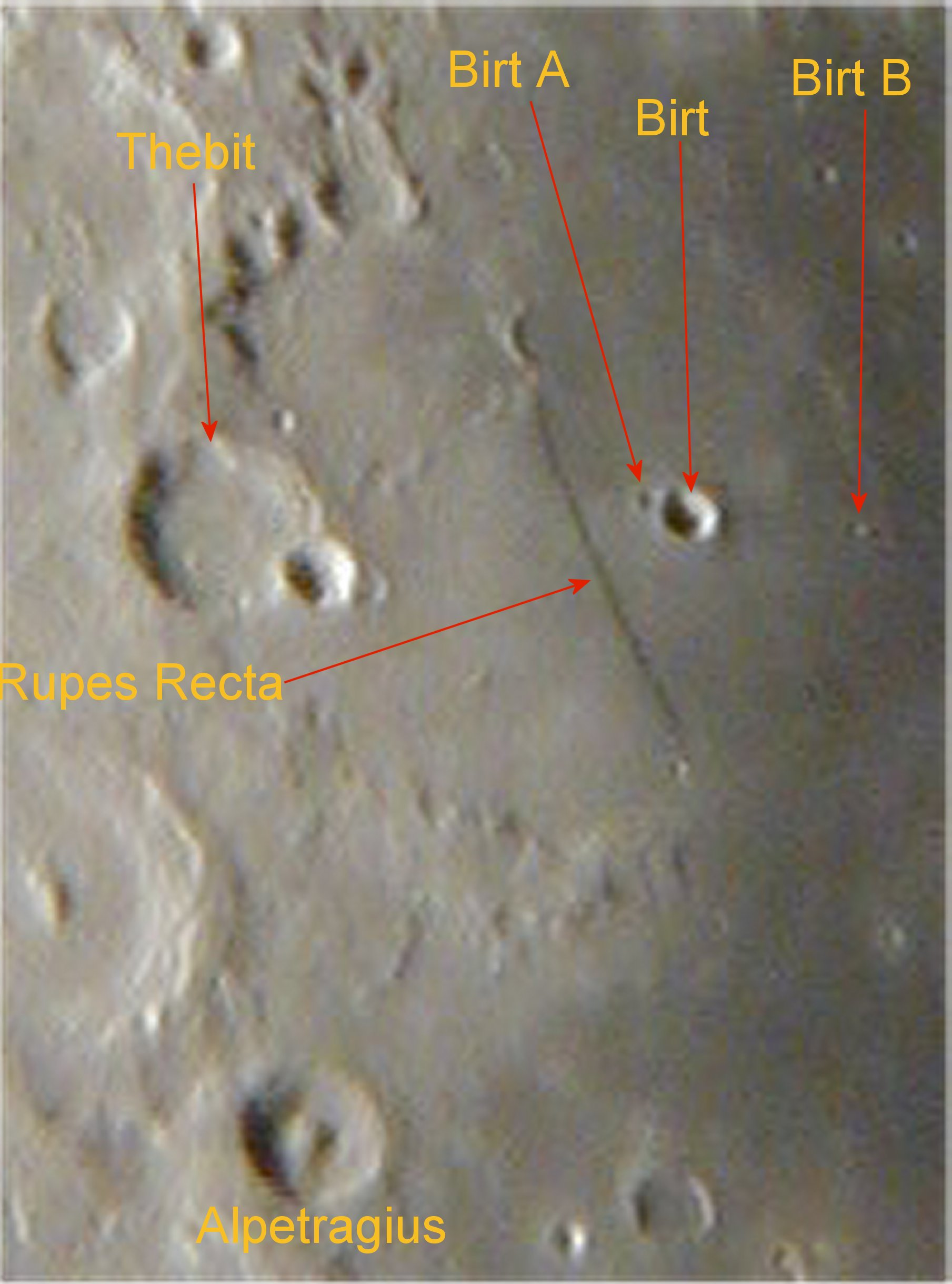
塞比特环形山附近的其它陨石坑（左为东，右为西）

塞比特环形山坐落在一座直径220公里，被非正式地称为古塞比特坑的古坑内东侧（见左侧图）。西侧毗邻伯特陨石坑、东北偏北靠近阿尔扎赫尔环形山、拉卡耶环形山位于它的东南偏东、东南偏南则坐落了普尔巴赫环形山。塞比特环形山的西面横亘着长约110公里、高240米的直壁、西北则矗立着泰纳里厄姆岬（Promontorium Taenarium）。
该陨坑中心月面坐标为22°01′S 4°01′E / 22.01°S 4.02°E，直径54.6公里，深度约3.27公里。
塞比特环形山的轮廓大致呈圆形，西南壁带有一对弧形凹痕。陨坑受侵蚀程度中等，坑壁略有磨损，但坑沿仍尖峭清晰、外侧壁高耸厚实。西北侧坑壁上横跨了一座醒目的碗状坑-卫星坑塞比特 A，而它的西侧壁又被更小的卫星坑塞比特 T覆盖，总体构成了一种使塞比特环形山更易于识别的简洁组合。塞比特环形山的内侧壁显示有阶地状结构，北侧内壁上嵌入了一座圆杯状的小撞击坑。环形山坑壁平均高出周边地形1180米，内部容积约2600公里³。坑内地表崎岖不平，错落分布着许多较短的山脊，坑底中央相对平坦，坐落着一座高约500米，不太引人注目的小山丘。

## 卫星陨石坑
按惯例，最靠近塞比特环形山的卫星坑将在月图上以字母标注在它的中心点旁边。
| 塞比特 | 纬度    | 经度   | 直径    |
| ------ | ------- | ------ | ------- |
| A      | 21.5° S | 4.9° W | 20 公里 |
| B      | 22.3° S | 6.2° W | 4 公里  |
| C      | 21.2° S | 4.1° W | 6 公里  |
| D      | 19.8° S | 8.3° W | 5 公里  |
| E      | 23.1° S | 4.6° W | 7 公里  |
| F      | 23.0° S | 5.3° W | 4 公里  |
| J      | 22.5° S | 5.5° W | 10 公里 |
| K      | 23.1° S | 3.7° W | 5 公里  |
| L      | 21.5° S | 5.4° W | 12 公里 |
| P      | 24.0° S | 5.7° W | 78 公里 |
| Q      | 20.1° S | 4.2° W | 16 公里 |
| R      | 20.2° S | 4.8° W | 9 公里  |
| S      | 24.8° S | 7.2° W | 16 公里 |
| T      | 20.7° S | 6.0° W | 3 公里  |
| U      | 20.3° S | 5.8° W | 4 公里  |

- 卫星坑塞比特 A约形成于哥白尼纪[1]；

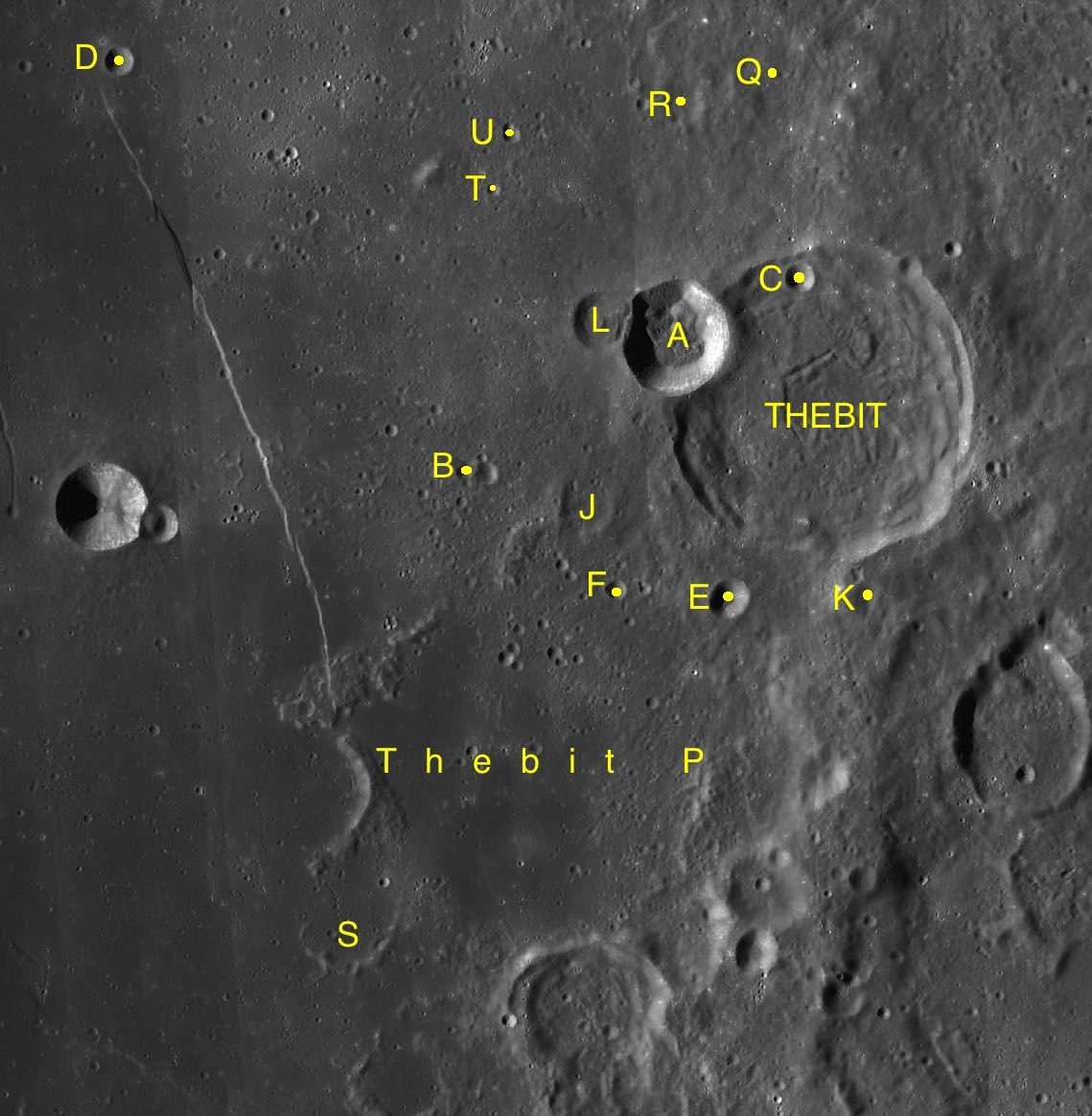
LAC-95 区域图

- 已被熔岩掩没的残存卫星坑塞比特 P位于塞比特环形山西南，约形成于前酒海纪[1]，其直径比塞比特环形山更大；
- 卫星坑塞比特 A已被月球和行星观测协会（ALPO）列入《带有明亮射纹系统的撞击坑列表》[5]及《内侧壁坡带有暗黑辐射纹的撞击坑列表》[6]。

## 另请参阅
- Wood, Chuck. . Lunar Photo of the Day. 2006-08-08  [2006-08-08]. （原始内容存档于2007-09-29）.

- Andersson, L. E.; Whitaker, E. A. . NASA RP-1097. 1982.
- Blue, Jennifer. . USGS. July 25, 2007  [2007-08-05]. （原始内容存档于2018-12-25）.
- Bussey, B.; Spudis, P. . New York: Cambridge University Press. 2004. ISBN 978-0-521-81528-4.
- Cocks, Elijah E.; Cocks, Josiah C. . Tudor Publishers. 1995. ISBN 978-0-936389-27-1.
- McDowell, Jonathan. . Jonathan's Space Report. July 15, 2007  [2007-10-24]. （原始内容存档于2018-12-25）.
- Menzel, D. H.; Minnaert, M.; Levin, B.; Dollfus, A.; Bell, B. . Space Science Reviews. 1971, 12 (2): 136–186. Bibcode:1971SSRv...12..136M. doi:10.1007/BF00171763.
- Moore, Patrick. . Sterling Publishing Co. 2001. ISBN 978-0-304-35469-6.
- Price, Fred W. . Cambridge University Press. 1988. ISBN 978-0-521-33500-3.
- Rükl, Antonín. . Kalmbach Books. 1990. ISBN 978-0-913135-17-4.
- Webb, Rev. T. W.  6th revised. Dover. 1962. ISBN 978-0-486-20917-3.
- Whitaker, Ewen A. . Cambridge University Press. 1999. ISBN 978-0-521-62248-6.
- Wlasuk, Peter T. . Springer. 2000. ISBN 978-1-85233-193-1.